# جفری اوریما
جفری اوریما (۱۶ آوریل ۱۹۵۳ – ۲۲ ژوئن ۲۰۱۸) یک موسیقی‌دان اهل اوگاندا بود. در سال ۱۹۷۷ پس از قتل پدرش، ارینایو ویلسون اوریما، که وزیر کشاورزی کابینهٔ دولت ایدی امین بود، زندگی خود را در تبعید آغاز کرد. اوریما در ۲۴ سالگی و در اوج قدرت امین در صندوق عقب خودرو از کشور خارج شد.
او در جوانی به زبان‌های سواحیلی و آچولی، زبان‌های سرزمین از دست رفتهٔ خود که آن را «سرزمین سبز شفاف» اوگاندا می‌نامید و همچنین به زبان‌های انگلیسی و فرانسوی آواز می‌خواند.
اوریما شهرت بین‌المللی خود را با انتشار دومین آلبوم خود، Beat the Border به دست‌آورد. او با پیتر گابریل، برایان انو و دیگران همکاری کرده بود و توسط نوازندگان فرانسوی از جمله ژان پیر آلارسن (گیتار) و پاتریک بوخمان (درام، سازهای کوبه‌ای، آوازهای پشتیبان)، با فستیوال موسیقی وومد (WOMAD) در استرالیا، ایالات متحده آمریکا، ژاپن، برزیل و اروپا کنسرت برگزار کرد. در سال ۱۹۹۴ گروه موسیقی آنها در ووداستاک ۹۴ در جشن بیست و پنجمین سالگرد جشنوارهٔ افسانه‌ای اجرا کرد.
شرکت ضبط گابریل، قبل از انتقال به سونی اینترنشنال، که در فرانسه تأسیس شده بود، در سه آلبوم اول اوریما کمک کرد.
در ژوئیه ۲۰۰۵، او در کنسرت افریکا کالینگ (LIVE 8: Africa Calling) در کورنوال و با وان جاینت لیپ (1Giant leap) در کنسرت ایدنبرگ Live 8 Edinburgh اجرا کرد.
او تا زمان مرگ در پاریس، در فرانسه اقامت داشت. خاکستر او به آناکا تحویل داده شد.

## دیسکوگرافی
- تبعید (۱۹۹۰)
- مرز را بشکن (۱۹۹۳)
- شب به شب (۱۹۹۶)
- روح (۲۰۰۰)
- بهترین ادیسه (۲۰۰۲)
- کلمات (۲۰۰۴)
- از اعماق قلب (منتشر شده در استودیوی ضبط لانگ تل) (۲۰۱۰)